# Уайли, Джордж
Джордж Элсуорт Уайли (англ. George Elsworth Wiley; 7 мая 1881, Литтл Фоллс, Нью-Йорк — 3 марта 1954, Литтл Фоллс, Нью-Йорк) — американский велогонщик, серебряный и бронзовый призёр летних Олимпийских игр 1904.
На Играх 1904 в Сент-Луисе Уайли соревновался в четырёх гонках из семи. В заезде на 5 миль он стал вторым, а на 25 миль третьим, выиграв в итоге серебряную и золотую медаль. Кроме этого, на дистанции 0,5 мили он дошёл до финала и занял последнее четвёртое место, а в 1 мили остановился на полуфинале.